# Ezequiel Padilla Peñaloza
Ezequiel Padilla Peñaloza (Coyuca de Catalán, 1º gennaio 1890 – Città del Messico, 6 settembre 1971) è stato un politico, diplomatico, avvocato e scrittore messicano.

## Biografia
Nacque a Coyuca de Catalán il 1º gennaio 1890.
I suoi genitori erano Ezequiel Padilla e Evarista Peñaloza. Dopo essersi trasferito alla città di Iguala per realizzare i suoi studi primari, dimostrò fin da piccolo una grande capacità oratoria. Nel 1902, entrò al Liceo Scientifico e Letterario di Chilpancingo, dove rimase fino al 1908, anno in cui l'allora governatore dello stato, Damián Flores, chiuse l'istituto. In seguito si trasferì a Città del Messico, dove continuò i suoi studi alla Scuola Nazionale di Giurisprudenza, laureandosi in diritto.
Nel 1912, fu coinvolto nella fondazione della Escuela Libre de Derecho ("Scuola Libera di Diritto") —dove studiò anche— partecipandovi come leader studentesco e ottenendo le qualificazioni più alte della sua generazione. Dopo aver guidato i movimenti studenteschi, fu esiliato nel 1916 dal governo messicano e risiedette per un po' a Cuba. Più tardi risiedette negli Stati Uniti ed entrò all'Università della Columbia a New York e dopo a Parigi, Francia, dove conseguì una post laurea alla Sorbona. Ritornò in Messico e il presidente Álvaro Obregón lo nominò Presidente del Consiglio della Beneficenza Privata.
Fu deputato per la XXX legislatura per il periodo 1922 - 1924 e successivamente nella XXXI legislatura per il periodo 1924 - 1926. Nel 1928, fu designato Procuratore Generale della Repubblica dal presidente Plutarco Elías Calles, carica a cui rinunciò per fare da pubblico ministero nel caso di León Toral, assassino materiale di Obregón. All'insediamento di Emilio Portes Gil, questi lo nominò Segretario dell'Educazione Pubblica, carica che svolse fino al 5 febbraio 1930. Quello stesso anno, rappresentò il Messico come ministro straordinario e plenipotenziario in Italia e Ungheria durante la presidenza di Pascual Ortiz Rubio. Dal 1934 al 1940 fu senatore per il Guerrero.
Nel 1940 il presidente Manuel Ávila Camacho lo designò Segretario degli Affari Esteri. Nel 1942, presiedette la Conferenza Internazionale dei Cancellieri a Rio de Janeiro, Brasile e la Conferenza Interamericana sulla guerra e la pace celebrata nel Castello di Chapultepec nel 1945. Durante questa ultima congregazione, fu firmato l'Atto di Chapultepec che stabilisce che Tutti gli stati sovrani sono giuridicamente uguali tra sé. Quello stesso anno rappresentò il Messico nella Conferenza Internazionale di San Francisco che dette origine all'Organizzazione delle Nazioni Unite (ONU). Rinunciò all'incarico per candidarsi alla presidenza del Messico nel 1946 per il Partito Democratico Messicano, ma perse l'elezione contro il candidato del Partito Rivoluzionario Istituzionale, Miguel Alemán Valdés.
Ricevette il dottorato Honoris Causa da parte dell'Università della Columbia. In seguito, fu presidente dell'Accademia Messicana di Diritto Internazionale, nonché membro della Barra Americana della Scuola di Avvocati e il Liceo Messicano di Diritto e Legislazione Paragonata.
Salvador Novo lo catalogò come il migliore oratore che il Messico abbia mai avuto e lo ricordò dicendo: "Che oratore, signore, che oratore!, la sua oratoria è di una eleganza afrancesada e un barocchismo ellenico, ascoltarlo costituisce un'esperienza gioiosa".
Fu di nuovo senatore per il Guerrero nella XLVII legislatura dal 1º settembre 1967 al 31 agosto 1970. Morì a Città del Messico il 6 settembre 1971.

## Incarichi governativi
| Predecessore: Romeo Ortega | Procuratore Generale della Repubblica del Messico 1928       | Successore: Enrique Medina            |
| Predecessore: Moisés Sáenz | Segretario della Educazione Pubblica del Messico 1928 - 1930 | Successore: Plutarco Elías Calles     |
| Predecessore: Eduardo Hay  | Segretario degli Affari Esteri del Messico 1940 - 1945       | Successore: Francisco Castillo Nájera |

## Opere
- Lo scrittore messicano
- I nuovi ideali di Tamaulipas
- L'istruzione e il popolo
- Sul fronte della democrazia
- L'uomo libero d'America
- Sulla tribuna della Rivoluzione